# Got to Be There (canción)
«Got to Be There» (en español: «Tengo que Estar Allí») es un sencillo del año 1971 del cantante Michael Jackson publicado con el sello Motown. Fue el primer sencillo en solitario de Michael después de su éxito como el cantante principal de The Jackson 5. La carrera de Michael en solitario comenzó en serio después del éxito de Go to Be There. La única, escrita por Elliot Willensky y producido por el mucho tiempo productor de los Jackson 5, Hal Davis, está fue un éxito inmediato y alcanzó el número 1 en la caja de singles chart, y # 4 en los Billboard de Pop y en los charts de R&B . También dominando algunos mercados europeos, incluyendo una posición # 5 en el Reino Unido Singles Chart. Con este primer éxito como artista en solitario garantizados, Motown ayudó a Jackson a establecerse como un solista, aùn estando junto con sus hermanos.
"Go to Be There" fue objeto de Chaka Khan en 1982 su epónimo disco en solitario. La versión llegó a los 5 primeros puestos del Billboard de R&B y fue nominado para un premio Grammy. También fue objeto de Boyz II Men 2007 para su álbum Motown: A Journey Through Hitsville USA., y por Los Milagros en sus álbumes de alto vuelo conjunto, y Smokey Robinson y The Miracles: 1957-1972. La mayoría de las versiones instrumentales de la canción fueron grabadas por el guitarrista de jazz y cantante George Benson para Love Members.

## Lista de canciones
- A. «Got to Be There» - 3:22
- B. «Maria (You Were The Only One)» - 3:41

## Posicionamiento
| Listas (1971)                        | Posición |
| ------------------------------------ | -------- |
| U.S. Billboard Hot 100               | 4        |
| U.S. Billboard Hot R&B/Hip-Hop Songs | 4        |
| UK Singles Chart                     | 5        |
| Australian ARIA Singles Chart        | 83       |
| Turkey Top 20 Chart                  | 1        |

## Créditos
- Plomo y coros por Michael Jackson
- Coros adicionales por una variedad de cantantes
- Instrumentación por diversos músicos de Los Ángeles
- Los demás coros por Marlon Jackson y Jackie Jackson.

- Datos: Q1336110